# Boxa als Jocs Olímpics d'estiu de 1908 - pes ploma
El pes ploma va ser una de les cinc proves de boxa que es disputaren als Jocs Olímpics de Londres de 1908. Com en les altres proves de boxa estava reservada a homes. Totes les proves de boxa es van disputar el 27 d'octubre de 1908. El pes ploma fou la segona categoria més lleugera en aquesta edició dels Jocs i sols hi podien participar boxejador que pesessin fins a 57,2 kg. Hi van prendre part 8 atletes de 2 nacions diferents.

## Medallistes
| Or                 | Plata                | Bronze            |
| Richard Gunn (GBR) | Charles Morris (GBR) | Hugh Roddin (GBR) |

## Quadre
|  | Quarts de final       | Quarts de final      |                     |     | Semifinals | Semifinals |  |  | Final | Final |
|  |                       |                      |                     |     |            |            |  |  |       |       |
|  | 27 d'octubre          |                      |                     |     |            |            |  |  |       |       |
|  |                       |                      |                     |     |            |            |  |  |       |       |
|  | Thomas Ringer (GBR)   | 2                    |                     |     |            |            |  |  |       |       |
|  | Thomas Ringer (GBR)   | 2                    | 27 d'octubre        |     |            |            |  |  |       |       |
|  | Louis Constant (FRA)  | 0                    |                     |     |            |            |  |  |       |       |
|  | Louis Constant (FRA)  | 0                    | Thomas Ringer (GBR) | 0   |            |            |  |  |       |       |
|  |                       |                      | Thomas Ringer (GBR) | 0   |            |            |  |  |       |       |
|  |                       | Richard Gunn (GBR)   | 2                   |     |            |            |  |  |       |       |
|  | Richard Gunn (GBR)    | Richard Gunn (GBR)   | 2                   | KO2 |            |            |  |  |       |       |
|  | Richard Gunn (GBR)    |                      | 27 d'octubre        | KO2 |            |            |  |  |       |       |
|  | Étienne Poillot (FRA) | P                    |                     |     |            |            |  |  |       |       |
|  | Étienne Poillot (FRA) | P                    | Richard Gunn (GBR)  | 2   |            |            |  |  |       |       |
|  |                       |                      | Richard Gunn (GBR)  | 2   |            |            |  |  |       |       |
|  |                       | Charles Morris (GBR) | 0                   |     |            |            |  |  |       |       |
|  | Hugh Roddin (GBR)     | Charles Morris (GBR) | 0                   | 2   |            |            |  |  |       |       |
|  | Hugh Roddin (GBR)     |                      |                     | 2   |            |            |  |  |       |       |
|  | John Lloyd (GBR)      | 0                    |                     |     |            |            |  |  |       |       |
|  | John Lloyd (GBR)      | 0                    | Hugh Roddin (GBR)   | 0   |            |            |  |  |       |       |
|  |                       |                      | Hugh Roddin (GBR)   | 0   |            |            |  |  |       |       |
|  |                       | Charles Morris (GBR) | 2                   |     |            |            |  |  |       |       |
|  | Charles Morris (GBR)  | Charles Morris (GBR) | 2                   | 2   |            |            |  |  |       |       |
|  | Charles Morris (GBR)  |                      |                     | 2   |            |            |  |  |       |       |
|  | Edward Adams (GBR)    | 0                    |                     |     |            |            |  |  |       |       |
|  | Edward Adams (GBR)    | 0                    |                     |     |            |            |  |  |       |       |

G - Guanya / P - Perd / KO - Guanya per Ko / DSQ - Desqualificat

## Competició
Quarts de final
Poillot va oferir una forta oposició a Gunn en el primer combat, però acabà perdent per Ko. Morris va guanyar amb relativa facilitat. Constant va lluitar bé, però en cap moment va tenir opció a la victòria contra Ringer. Roddin i Lloyd van tenir un enfrontament molt físic, i finalment fou Roddin el vencedor.
Semifinals
Gunn i Morris van guanyar els seus combats en el tram final, amb Roddin i Ringer lluitant fort en els primers assalts, però perdent força a mesura avançava el combat.
No hi va haver combat pel bronze, i aquest fou atorgat a Roddin.
Final
El veterà Gunn fou el vencedor en un dur combat.

## Classificació final
| Posició | Nom             | Nació      |
| ------- | --------------- | ---------- |
| 1       | Richard Gunn    | Regne Unit |
| 2       | Charles Morris  | Regne Unit |
| 3       | Hugh Roddin     | Regne Unit |
| 4       | Thomas Ringer   | Regne Unit |
| 5       | Edward Adams    | Regne Unit |
| 5       | Louis Constant  | França     |
| 5       | John Lloyd      | Regne Unit |
| 5       | Étienne Poillot | França     |